# Domenico Santi

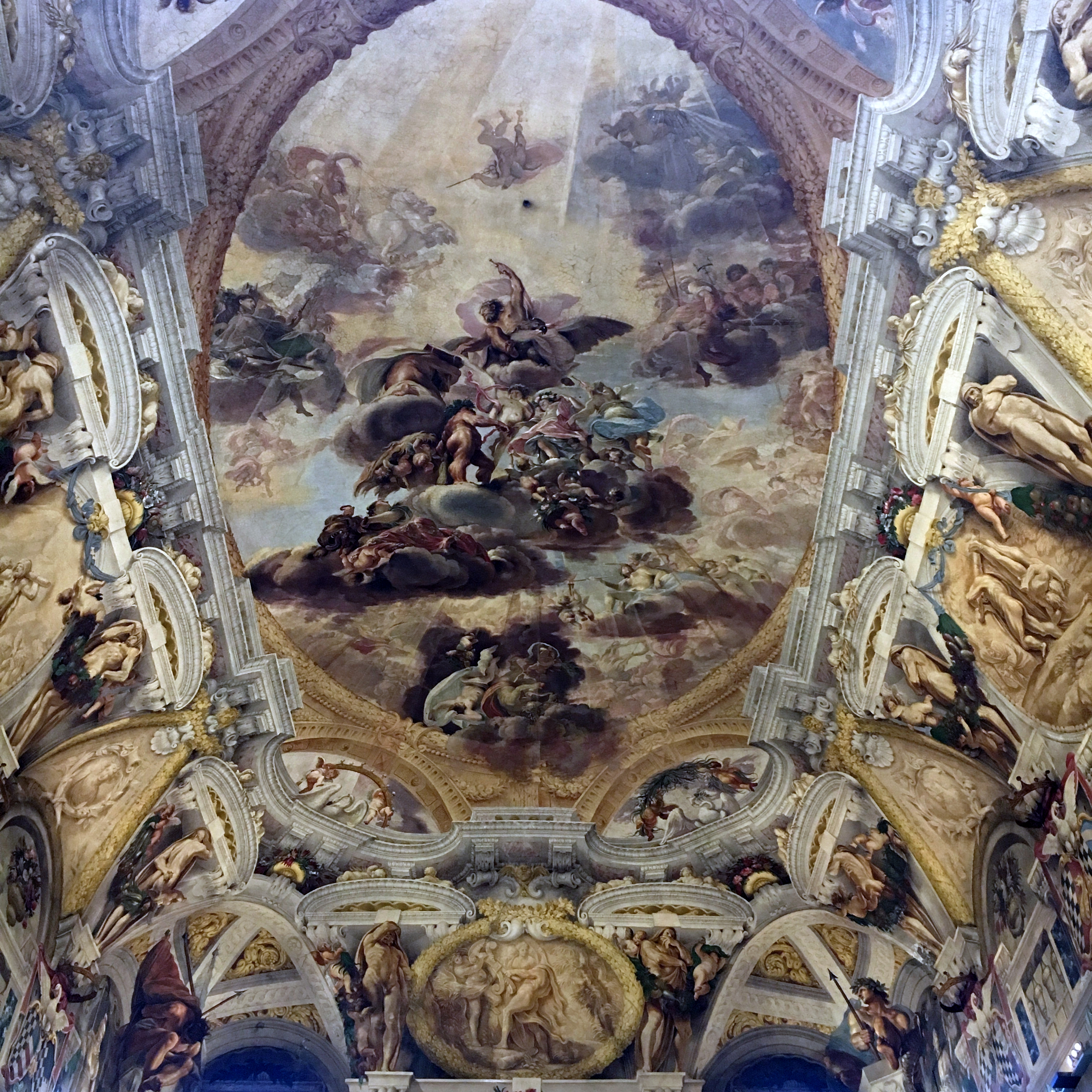
Domenico Maria Canuti con quadrature di Domenico Santi, Apoteosi di Ercole, Palazzo Pepoli Campogrande

Domenico Santi, detto il Mengazino, (1621 – 1694), è stato un pittore italiano, attivo a Modena, Mirandola e Novellara.

## Biografia
Fu allievo di Agostino Mitelli l'esponente principale della quadratura a Bologna dove fu attivo in San Michele in Bosco con Canuti e in palazzo Ratta con Burrini. Sempre a Bologna collaborò con il Canuti in palazzo Fibbia e con Giovanni Battista Caccioli nella galleria Vidoniana (1665) di Palazzo d'Accursio. Il capolavoro del Mengazzino è la quadratura per il soffitto affrescato dal Canuti (1669-1670) nel salone d'onore di Palazzo Pepoli Campogrande.
Si trasferì quindi a Mirandola nel 1654. Tra gli allievi di Santi ci fu Giacomo Alboresi.